# Marguerite de Savoie († 1464)
Pour les articles homonymes, voir Marguerite de Savoie.
Marguerite de Savoie-Achaïe, dite « la Grande », née à Pignerol et décédée en 1464 à Albe, est une princesse de la maison de Savoie, veuve du gouverneur de Gênes, le marquis de Montferrat, qui est devenue abbesse à Albe. Elle a été déclarée bienheureuse par l'Église catholique.

## Biographie
Marguerite est la fille d'Amédée de Savoie-Achaïe, seigneur de Piémont, prince d'Achaye et de la Morée et de Catherine, fille du comte Amédée III de Genève. Son année de naissance n'est pas précisément connue. Samuel Guichenon († 1664) n'en donne aucune. Les auteurs contemporains s'accordent pour la faire naître à Pignerol (Piémont), entre juin 1382 et 1390,.
Elle est promise à Théodore II Paléologue, marquis de Montferrat et gouverneur de Gênes, son cousin, dont c'est le second mariage, et d'une vingtaine d'années son aîné,. Ce contrat fait partie d'un des arrangements lors de la paix entre la maison de Savoie et le marquis,. Le mariage se déroule en 1403, probablement un 17 janvier.
Veuve en 1418, elle fait vœu de chasteté. Selon le prêtre et historien Jean Frézet (Histoire de la maison de Savoie), le couple n'eut pas d'enfant. Le généalogiste Samuel Guichenon indique que Philippe Marie Visconti, duc de Milan aurait cherché à l'épouser, ayant obtenu une dispense du pape. Elle refuse plus orientée vers la piété qui s'accroit après avoir écouté les sermons de saint Vincent Ferrier qui séjourna plusieurs mois au marquisat du Montferrat. Avec plusieurs jeunes femmes de haut rang, elle décide de se retirer dans un palais d'Albe afin de mener une vie religieuse en tertiaires dominicaines. 
Puis elle désire œuvrer davantage pour l'Église, et en 1445, la première pierre d'un nouveau monastère dominicain est posée à Albe, promu par elle et dédié à sainte Marie Madeleine  Quelques années plus tard, en 1450, Marguerite et ses compagnes sont autorisées à passer du Tiers-Ordre dominicain aux Sœurs dominicaines proprement dites, et elles se mettent sous la règle de saint Augustin. Elle prend l'habit à cette occasion.
C'est à cette même époque que Marguerite de Savoie s'emploie à convaincre son cousin Amédée VIII, élu antipape sous le nom de Félix V, pour renoncer à sa fonction, qu'il abandonne effectivement en 1449.
Augmentant encore ses mortifications, elle se montre un modèle de piété, surtout lorsqu'elle devient responsable de l'hôpital Santa Maria degli Angeli, où elle s'efforce d'alléger la souffrance des malades, et, après environ 45 ans de pénitence, d'humilité et de bonnes œuvres, elle meurt en odeur de sainteté, le 23 novembre 1464. 

## Hommages
D'abord inhumée dans une simple tombe, en 1481, Guillaume VIII de Montferrat lui offrit un sépulcre beaucoup plus beau installé dans son monastère. En 1825, il fut placé dans une chapelle spécialement dédiée de la nouvelle église Sainte-Marie-Madeleine, dont les fresques du dôme peintes par Michele Antonio Milocco (it) la représentent en exaltation. Son mausolée comporte une inscription latine traduite par les auteurs Jean Prieur et Hyacinthe Vulliez par : « Ici repose le corps de la bienheureuse Marguerite de Savoie, marquise de Montferrat, de l'Ordre de saint Dominique, fondatrice de ce monastère. Lors des campagnes d'Italie, où les troupes révolutionnaires françaises envahirent la péninsule, le corps de la sainte fut transféré dans la cathédrale d'Albe. 
Marguerite de Savoie a été béatifiée par le pape Clément IX en 1669.  

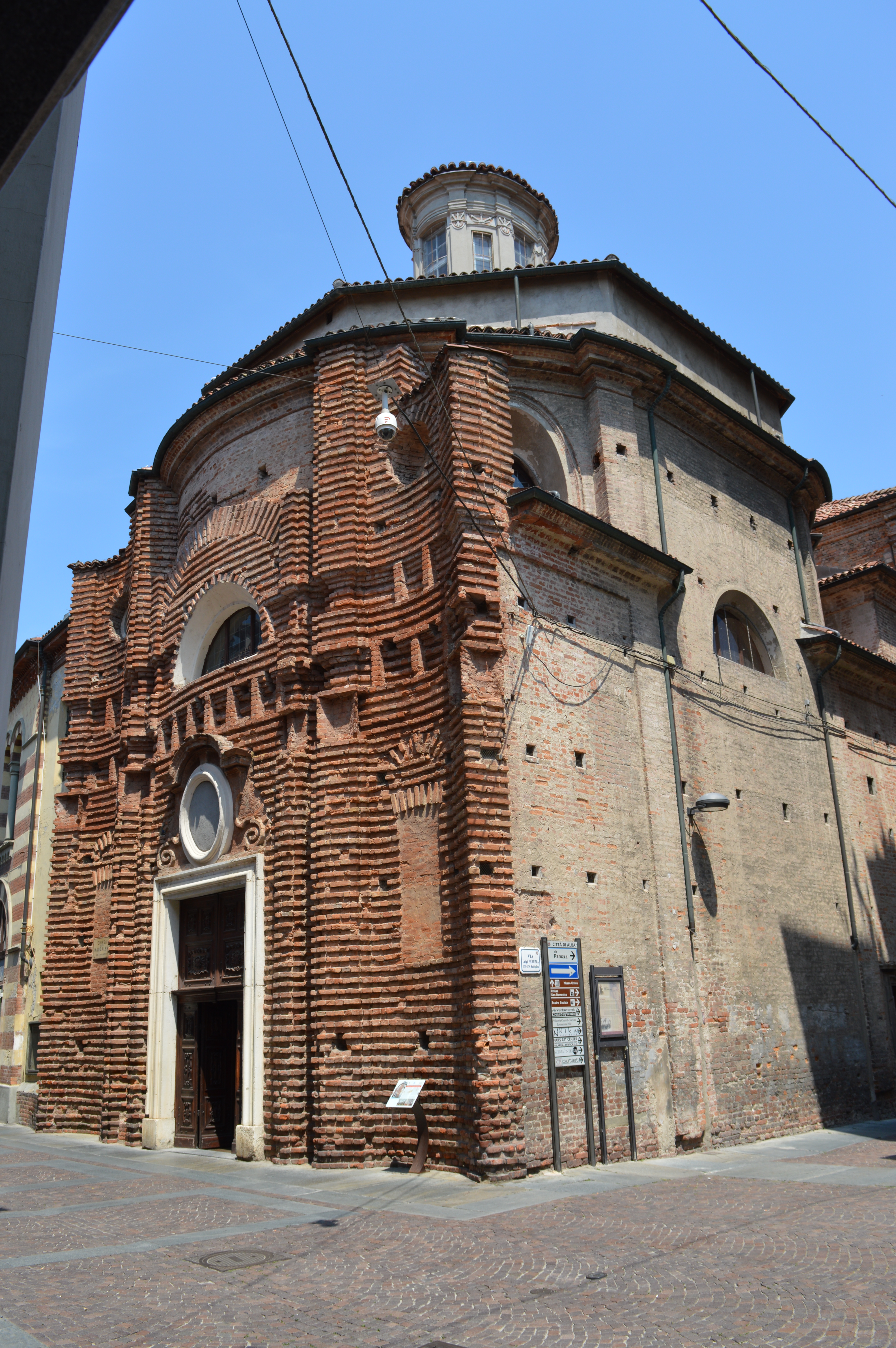
L'église Sainte-Marie-Madeleine d'Albe où repose le corps de la bienheureuse.
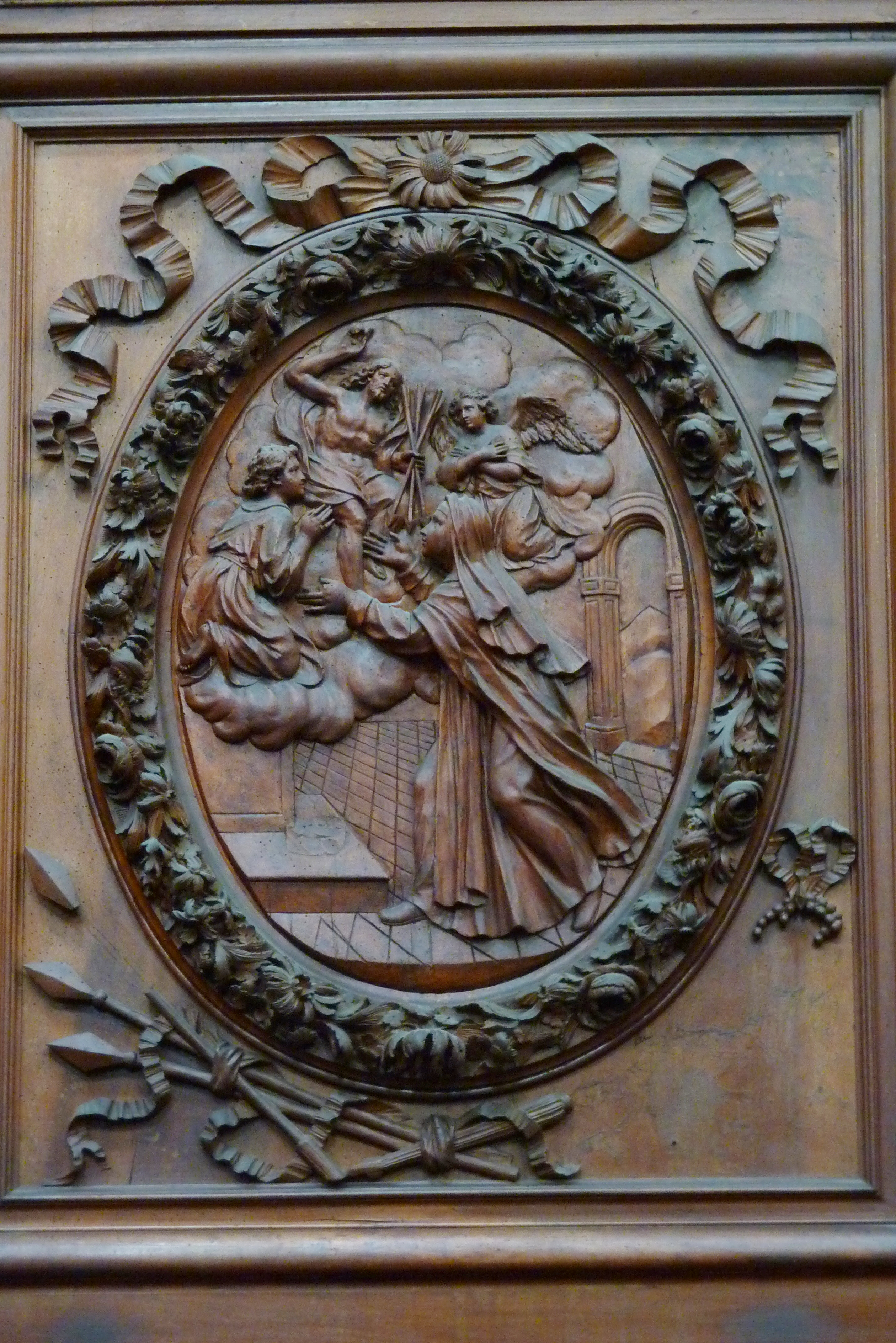
Relief sur bois, basilique Sainte Marie-Madeleine de Saint-Maximin-la-Sainte-Baume. Le Christ offre trois flèches à la bienheureuse, l'un de ses attributs.
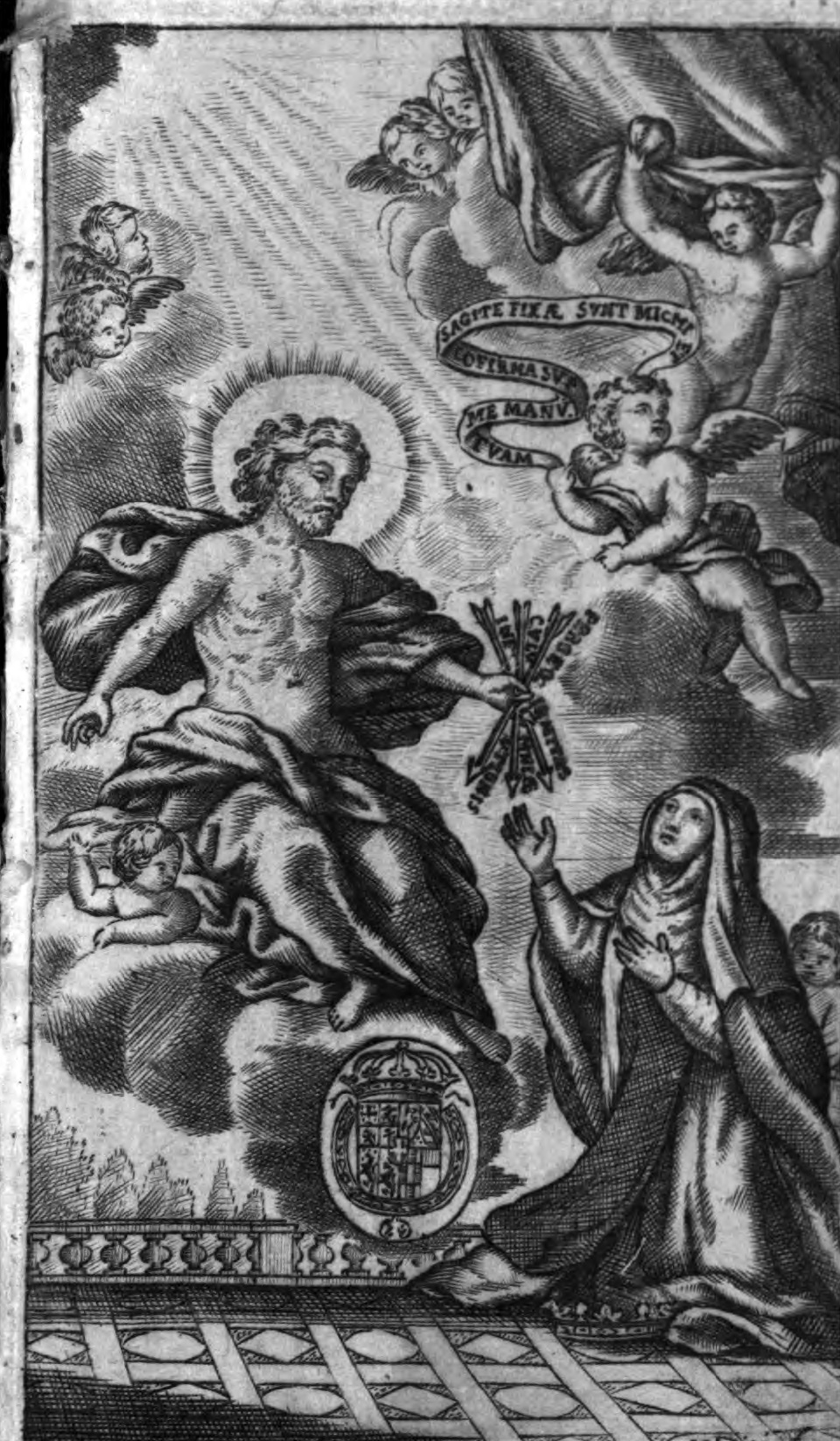
Gravure d'uneVita de 1692 imprimée à Turin. Les armoiries sont celles de la maison de Savoie à l'époque du livre.
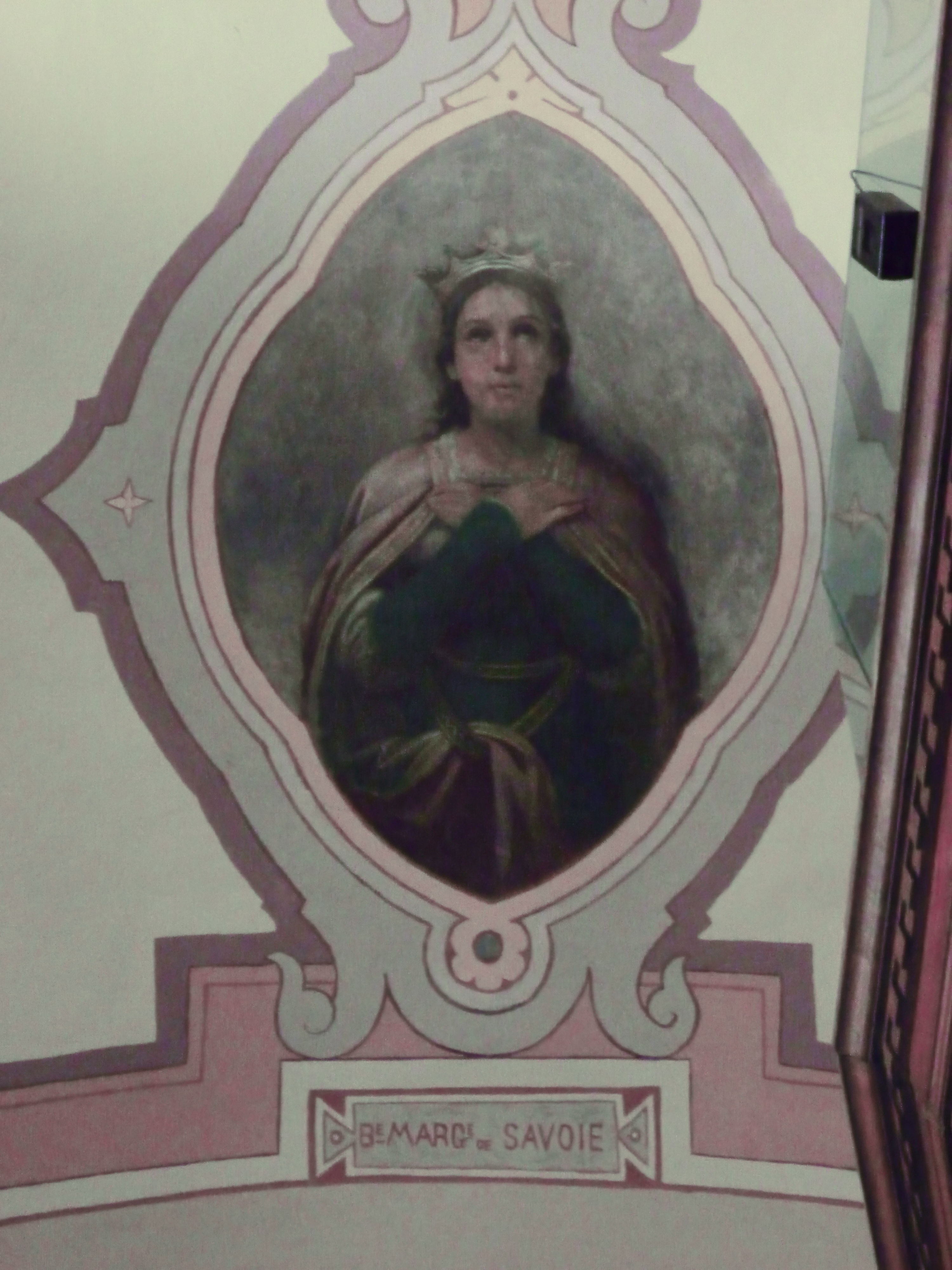
Fresque de la bienheureuse Marguerite de Savoie dans la salle des conférences de la bibliothèque régionale d'Aoste.

## Iconographie
- Vitrail dans la cathédrale Saint-François-de-Sales de Chambéry (Savoie)
- Mosaïque des saints d'origine savoyarde dans l'église Notre-Dame du Léman de Thonon-les-Bains (Haute-Savoie)
- Panneau dans la basilique Sainte Marie-Madeleine de Saint-Maximin-la-Sainte-Baume (Var)
- Fresque dans la salle des conférences de la bibliothèque régionale d'Aoste, ancienne chapelle de l'hospice de charité
- Quatre bienheureux de la famille de Savoie sont peints sur la voûte du bas-côté sud de la basilique San Michele Maggiore à Pavie et Marguerite est peinte en habit de religieuse tenant trois flèches.